# Andrzej Dworski
Andrzej Dworski (ur. w 1956 w Bydgoszczy, zm. 5 czerwca 2017 w Madrycie) – polski dziennikarz i działacz polonijny, w młodości lekkoatleta.

## Życiorys
Był absolwentem bydgoskiego Technikum Chemicznego oraz Akademii Wychowania Fizycznego w Poznaniu. Trenował lekkoatletykę, startując w barwach BKS Bydgoszcz. Był członkiem szerokiej kadry olimpijskiej w maratonie na Letnie Igrzyska Olimpijskie 1980 w Moskwie oraz sztafety, która w 1989 roku pobiła rekord świata w biegu na 1000 km (odnotowany w Księdze rekordów Guinnessa). Pracował również jako nauczyciel i trener - jego wychowankami byli m.in. piłkarze Andrzej Brończyk i Piotr Nowak. W 1981 roku pracował w Zarządzie Regionu Bydgoskiego NSZZ „Solidarność”. Podczas stanu wojennego został zatrzymany i przetrzymywany przez trzy miesiące. W 1989 roku wyemigrował do Hiszpanii, gdzie był m.in. korespondentem tygodnika „Piłka Nożna”. W latach 1993–1996 był wydawcą i redaktorem polonijnego miesięcznika „Polonia”.